# Nikolaj Aleksandrovič Kulikovskij
Nikolaj Aleksandrovič Kulikovskij (5 novembre 1881 – Cooksville, 11 agosto 1958) è stato un ufficiale russo.

## Biografia
Kulikovskij era un membro della piccola nobiltà rurale russa. Il suo bisnonno era il conte Kirill Gudovič, generale durante la guerra patriottica del 1812 e possedeva due grandi tenute in Ucraina. Il padre di Nikolaj, Aleksandr Nikanorovič, era un membro della guardia a cavallo, con il grado di maggiore generale. Nikolaj imparò ad andare a cavallo fin dalla tenera età, diventando un cavaliere esperto. Studiò presso la scuola reale Gurevich a San Pietroburgo, poi alla scuola di cavalleria Nikolaev.

## Carriera
Si unì al reggimento dei corazzieri della cavalleria imperiale russa poco prima del 1903. Il granduca Michele, fratello minore dello zar Nicola II, era il colonnello onorario del reggimento. Nell'aprile 1903, durante una parata militare al palazzo di Pavlovsk, la granduchessa O'lga, la sorella minore di Nicola e Michele, vide Kulikovskij e pregò Michele di organizzare i posti a sedere in un pranzo informale in modo che lei e Kulikovskij fossero vicini. La granduchessa era già sposata con il duca Pietro Alessandro di Oldenburg, che i suoi amici e la sua famiglia credevano segretamente omosessuale. Pochi giorni dopo il suo breve incontro con Kulikovskij, Ol'ga chiese a Oldenburg il divorzio, che rifiutò di concedergli con la scusa che avrebbe riconsiderato la sua decisione.
Kulikovskij fu nominato capitano dei Corazzieri e inviato nelle province. Nel 1906 lui e O'ga iniziarono a intraprendere una corrispondenza anche quando il marito di Ol'ga, lo nominò suo aiutante di campo. Con il permesso di Pietro, Kulikovskij si trasferì nella residenza della coppia a San Pietroburgo. Secondo un collega ufficiale, i pettegolezzi su una possibile storia d'amore tra Kulikovskij e la Granduchessa, si diffusero nell'alta società.

## Matrimonio e rivoluzione

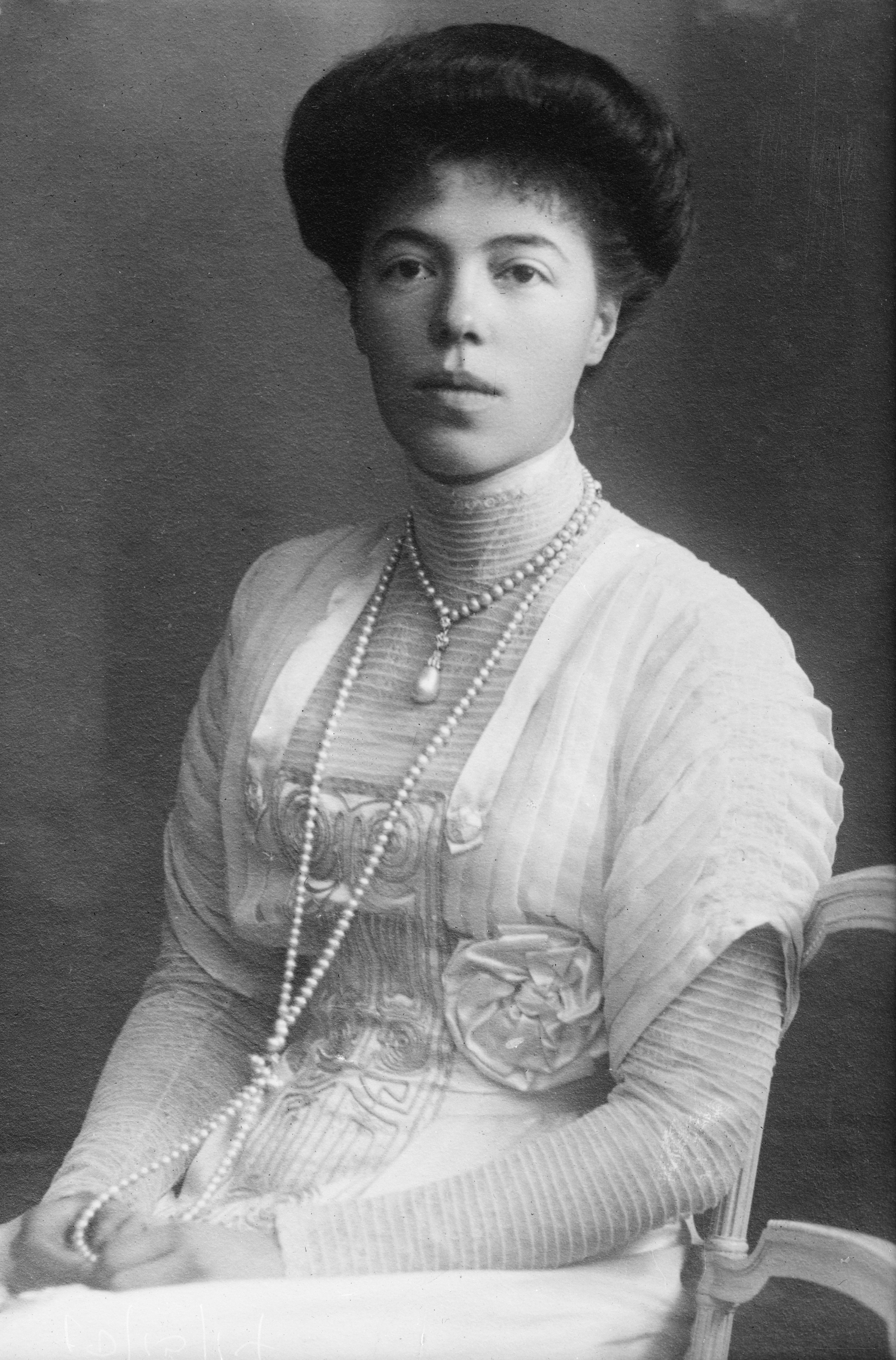
La Granduchessa Ol'ga Aleksandrovna

Sebbene Ol'ga abbia ripetutamente chiesto allo zar di consentirle di divorziare, suo fratello si rifiutò per motivi religiosi e dinastici; lo zar credeva che il matrimonio fosse per la vita e che i reali dovessero sposarsi all'interno dei reali. Quando il loro fratello, il granduca Michele, fuggì con la sua amante, Natasha Wulfert, lo zar e Ol'ga furono scandalizzati insieme al resto della società. Natal'ja era una cittadina comune che aveva divorziato due volte, e uno dei suoi ex mariti era un ufficiale nello stesso reggimento di Kulikovskij. Michele fu bandito dalla Russia e la probabilità che lo zar concedesse il divorzio a Ol'ga, o le consentisse di sposare un cittadino comune, sembrava remota.
Allo scoppio della prima guerra mondiale, Kulikovskij fu mandato al fronte con il suo reggimento. Il granduca Michele venne richiamato dall'estero e Ol'ga lavorò in un ospedale militare come infermiera. Ol'ga continuò a insistere allo zar per consentirle il divorzio. La guerra andò male per le forze imperiali russe e le potenze centrali, guidate dalla Germania, avanzarono in Russia. Temendo per la sicurezza di Kulikovskij, Ol'ga implorò lo zar di trasferirlo nella relativa sicurezza di Kiev, dove era di stanza in un ospedale. Nel 1916, dopo averla visitata a Kiev, lo zar annullò ufficialmente il suo matrimonio con il duca Pietro. La coppia si sposò il 16 novembre 1916, nella chiesa di San Nicola a Kiev. Gli unici ospiti erano l'imperatrice madre, il granduca Alessandro, quattro ufficiali del reggimento Akhtjrskij e due colleghe infermiere di Ol'ga dell'ospedale di Kiev. Trascorsero la loro luna di miele in una fattoria a Podgornij che apparteneva a degli amici di famiglia dei Kulikovskij. Dopo aver visitato i genitori e la nonna di Kulikovskij a Kharkov, Ol'ga e Nikolaj tornarono a Kiev.
Durante la guerra, le tensioni interne e la privazione economica in Russia continuarono a crescere e le simpatie rivoluzionarie crebbero. Dopo l'abdicazione dello zar all'inizio del 1917, molti membri della dinastia Romanov, tra cui Nicola e i suoi parenti stretti, furono detenuti agli arresti domiciliari. In cerca di sicurezza, l'imperatrice vedova, il granduca Alessandro e la granduchessa Ol'ga si recarono in Crimea con un treno speciale, dove furono raggiunti dalla sorella di Ol'ga, la granduchessa Ksenija. Vissero nella tenuta del granduca Alessandro, Aj-Todor, a circa 12 miglia (19 km) da Jalta, dove furono posti agli arresti domiciliari dalle forze locali. Il 12 agosto 1917, nacque il suo primogenito Tichon Nikolaevič. Prende il nome da Tichon di Zadonsk, il Santo venerato vicino alla tenuta della granduchessa a Olgino.
I Romanov isolati in Crimea sapevano poco del destino dello zar e della sua famiglia. Nicola, Alexandra e i loro figli erano originariamente detenuti nella loro residenza ufficiale, il Palazzo di Alessandro, ma il governo provvisorio sotto Aleksandr Kerenskij li trasferì a Tobol'sk. Nel febbraio 1918, la maggior parte della famiglia imperiale di Aj-Todor fu trasferita in un'altra tenuta a Djulber, dove i granduchi Nicola e Pietro erano già agli arresti domiciliari. Ol'ga e suo marito furono lasciati ad Aj-Todor. L'intera famiglia Romanov in Crimea è stata condannata a morte dal consiglio rivoluzionario di Jalta, ma le esecuzioni vennero ritardate dalla rivalità politica tra i Soviet di Jalta e Sebastopoli. Nel marzo 1918, la Germania arrivò in Crimea e l'esercito rivoluzionario fu sostituito da quello tedesco. Nel novembre 1918, le forze tedesche furono informate che la loro nazione aveva perso la guerra, e fecero ritorno verso casa. Le forze alleate presero il controllo dei porti della Crimea, a sostegno del lealista Armata Bianca, che permise ai membri sopravvissuti della famiglia Romanov di fuggire all'estero. L'imperatrice vedova e, su sua insistenza, la maggior parte della sua famiglia e dei suoi amici furono evacuati dalla nave da guerra britannica HMS Marlborough. Nicola II era già stato ucciso a colpi d'arma da fuoco e la famiglia presumeva, giustamente, che anche sua moglie e i suoi figli fossero stati uccisi.
Ol'ga e suo marito si rifiutarono di lasciare la Russia e decisero di trasferirsi nel Caucaso, che l'Armata Bianca aveva ripulito dai bolscevichi rivoluzionari. Una guardia del corpo imperiale, Timofej Jatčik, li guidò nella sua città natale, il grande villaggio cosacco di Novominskaja. In una fattoria affittata di cinque stanze, Ol'ga diede alla luce il suo secondo figlio, Jurij Nikolaevič, il 23 aprile 1919. Prese il nome da un suo amico, Jurij Panaev, che fu ucciso mentre prestava servizio nel reggimento Achtyrskij durante la guerra. Nel novembre 1919 la famiglia partì per quello che sarebbe stato il loro ultimo viaggio attraverso la Russia. Poco prima delle truppe rivoluzionarie, fuggirono a Novorossijsk e si rifugiarono nella residenza del console danese, Thomas Schytte, che li informò dell'arrivo sicuro dell'imperatrice madre in Danimarca. Dopo un breve soggiorno con il console, la famiglia fu spedita in un campo profughi sull'isola di Büyükada nello stretto dei Dardanelli vicino a Istanbul, dove Ol'ga, suo marito e i figli condividevano tre stanze con altri undici persone. Dopo due settimane, furono evacuati a Belgrado dove ricevette la visita del principe reggente Alessandro. Il Venerdì Santo del 1920 Ol'ga e la sua famiglia arrivarono a Copenaghen. Vissero con l'imperatrice vedova, dapprima al Palazzo di Amalienborg e poi nella tenuta reale di Hvidøre. Non essendosi mai riconciliata con l'idea del matrimonio di sua figlia con un cittadino comune, era fredda nei suoi confronti.

## Residenza danese ed esodo
Senza un ruolo o un grado, Kulikovskij rimuginò in Danimarca, diventando lunatico e svogliato. Una lesione alla colonna vertebrale subita durante la guerra lo costrinse ad indossare un corsetto. Nel 1925, accompagnò sua moglie in una casa di cura di Berlino per incontrare Anna Anderson, che affermava di essere la granduchessa Anastasia.Secondo Harriet von Rathlef , che ha assistito all'incontro, mentre Ol'ga e Anderson conversavano, Nikolaj si è seduto in un angolo e ha tenuto il broncio. Sebbene Ol'ga provasse simpatia per Anderson, se non altro perché era malata, alla fine la denunciò. Forse, è stata pressata a farlo da Kulikovskij e dall'imperatrice madre.
L'imperatrice vedova morì nel 1928 e i Kulikovskij si trasferirono da Hvidøre. Dopo un breve soggiorno al Palazzo di Amalienborg, i Kulikovskij si trasferirono a Holte, dove un milionario danese, Gorm Rasmussen, ingaggiò Kulikovskij per gestire le sue scuderie. Hvidøre e alcuni dei gioielli dell'imperatrice furono venduti. Con l'eredità di Ol'ga, Kulikovskij e la sua famiglia furono in grado di acquistare Knudsminde Farm, a diversi chilometri da Copenaghen. Kulikovskij è stato nominato nel consiglio di una compagnia di assicurazioni russa con sede a Copenaghen e ha supervisionato la gestione dell'azienda agricola. La fattoria divenne un centro per la comunità monarchica russa e anti-bolscevica in Danimarca.
Il 2 febbraio 1935, lui e Ol'ga parteciparono e fecero da padrini al battesimo di Aleksander Schalburg, figlio di Christian Frederik von Schalburg.
Il 9 aprile 1940, la Danimarca neutrale fu invasa dalla Germania nazista e fu occupata per il resto della seconda guerra mondiale. Quando i figli di Ol'ga, Tichon e Jurij, prestavano servizio come ufficiali nell'esercito danese, furono internati come prigionieri di guerra, ma la loro prigionia in un hotel di Copenaghen durò meno di due mesi. Dopo la resa della Germania nel 1945, l'Unione Sovietica scrisse al governo danese accusando la Granduchessa di cospirazione contro le autorità sovietiche. Con la fine della guerra, le truppe sovietiche occuparono la parte più orientale della Danimarca e Ol'ga iniziò a temere un tentativo di assassinio o rapimento. Decise di trasferire la sua famiglia nella relativa sicurezza del Canada, una decisione alla quale Kulikovskij era d'accordo.

## Ultimi anni e morte
Nel maggio 1948, Ol'ga e la sua famiglia si recarono a Londra con una nave militare danese. Furono alloggiati in un appartamento a Hampton Court Palace mentre venivano presi accordi per il loro viaggio in Canada. Il 2 giugno 1948, Ol'ga, la sua famiglia e la devota ex cameriera di Olga, Emilia Tenso ( "Mimka") lasciarono Liverpool a bordo della Empress of Canada. Dopo una traversata difficile, la nave attraccò ad Halifax, in Nuova Scozia. La famiglia visse a Toronto, finché non acquistò una fattoria di 200 acri nella contea di Halton, vicino a Campbellsville.
Nel 1952, la fattoria era diventata un peso per Ol'ga e suo marito. Erano entrambi anziani; i loro figli si erano trasferiti; il lavoro era difficile da trovare; il colonnello soffriva di problemi di salute e alcuni dei gioielli rimasti ad Ol'ga furono rubati. La fattoria fu venduta e Ol'ga, suo marito e la sua ex cameriera, Mimka, si trasferirono in una casa più piccola di cinque stanze al 2130 di Camilla Road, Cooksville. Mimka subì un ictus che la lasciò disabile, e Ol'ga la curò fino alla morte di Mimka, il 24 gennaio 1954.
La sua casa divenne meta di visitatori: la principessa Marina, duchessa di Kent, nel 1954, e Louis Mountbatten e sua moglie Edwina, nell'agosto 1959. Nel giugno 1959, la regina Elisabetta II e il principe Filippo visitarono Toronto e invitarono la Granduchessa a pranzo a bordo dello yacht reale Britannia. La sua casa era anche una calamita per gli impostori dei Romanov, che Olga e la sua famiglia consideravano una minaccia. Kulikovskij fu sollevato di lasciare Toronto e sfuggire all'attenzione dei media.
Nel 1952, Kulikovskij, a causa dei suoi problemi alla colonna vertebrale, diminuì di 10 cm della sua altezza (188 cm). Diffidava della medicina convenzionale e invece provò l'omeopatia. Nel 1958 era praticamente paralizzato e aveva difficoltà a dormire. Alla fine della sua vita dormiva sul divano nel soggiorno della casa della coppia a Cooksville, per evitare di svegliare la moglie. Morì la notte dell'11 agosto 1958 Il suo patrimonio era valutato in 12.123,47 dollari canadesi, circa 98.000 dollari canadesi nel 2012. La Granduchessa morì due anni dopo, e fu sepolta accanto suo marito nel cimitero di York, Toronto.